# Tsuchiura
Tsuchiura (土浦市, Tsuchiura-shi) est une ville située dans la préfecture d'Ibaraki, au Japon.

## Géographie

### Situation
Tsuchiura est située dans le centre de la préfecture d'Ibaraki, à l'extrémité ouest du lac Kasumigaura, au Japon.

### Démographie
En juillet 2019, la population de la ville de Tsuchiura était de 138 546 habitants répartis sur une superficie de 122,89 km2.

### Climat
Tsuchiura a un climat continental humide caractérisé par des étés chauds et des hivers frais avec de légères chutes de neige. La température moyenne annuelle à Tsuchiura est de 13,9 °C. La pluviométrie annuelle moyenne est de 1 286 mm, septembre étant le mois le plus humide.

## Histoire
Tsuchiura s'est développé à l'époque d'Edo (1603-1868), au cœur du domaine de Tsuchiura.
Le bourg moderne de Tsuchiura a été fondé le 1er avril 1889. Il absorbe les bourgs de Manabe et Tsuchiura le 3 novembre 1940 et obtient le statut de ville. Le 1er septembre 1951, Tsuchiura fusionne avec le village de Towa et une partie du village d'Asahi. La ville absorbe ensuite le village de Kamiotsu le 1er novembre 1954. Le 20 février 2006, le village de Niihari est intégré à Tsuchiura.

## Culture locale et patrimoine

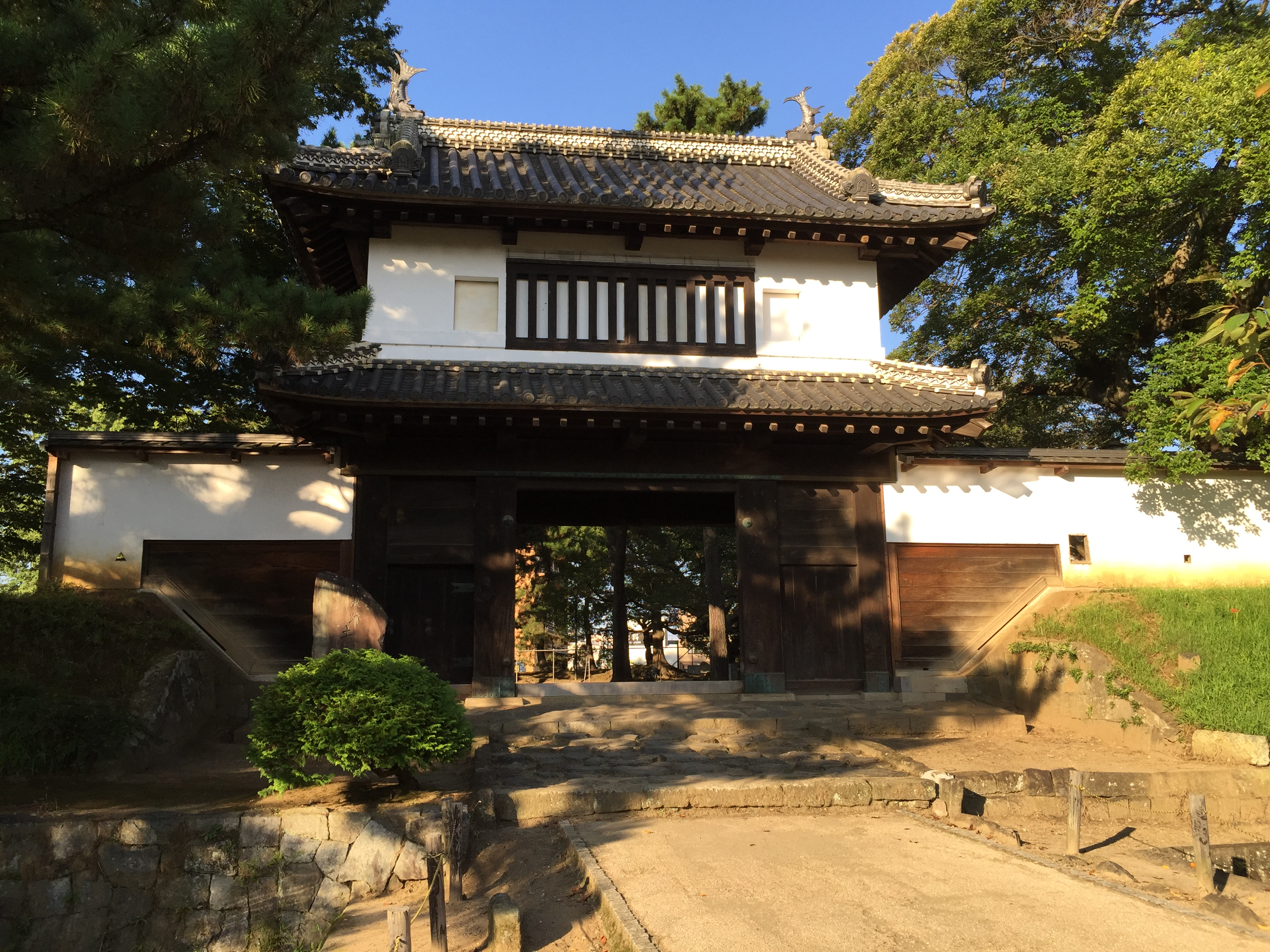
Porte du château de Tsuchiura.

- Château de Tsuchiura

## Transports
Tsuchiura est desservie par la ligne Jōban de la JR East. La gare de Tsuchiura est la principale gare de la ville.

## Jumelage
Tsuchiura est jumelée avec :
- Friedrichshafen (Allemagne)
- Palo Alto (États-Unis)

## Personnalités liées à la municipalité
- Saburō Sakai (1916-2000), pilote de chasse
- Kazuhiko Nishijima (1926-2009), physicien
- Kikuji Kawada (né en 1933), photographe
- Takeshi Terauchi (né en 1939), musicien
- Junichi Saga (né en 1941), médecin et écrivain
- Tōru Eguchi (1948-2019), physicien
- Mari Iijima (née en 1963), chanteuse
- Kazuhiko Ōigawa (né en 1964), homme politique
- Kaori Tsuji (née en 1974), actrice
- Chiaki Kuriyama (née en 1984), actrice
- Tomoko Fukumi (née en 1985), judokate
- Takayasu Akira (né en 1990), lutteur de sumo
- Haruma Miura (né en 1990), acteur